# Bürgermeisterei Uckerath
Die Bürgermeisterei Uckerath war eine von acht preußischen Bürgermeistereien, in welche sich der 1816 gebildete Kreis Uckerath im Regierungsbezirk Köln verwaltungsmäßig gliederte. Der Verwaltungsbezirk der Bürgermeisterei Uckerath umfasste, anders als die anderen Bürgermeistereien im Kreis, nur eine Gemeinde. 1927 wurde die Bürgermeisterei Uckerath in Amt Uckerath umbenannt. Später wurde das Amt aufgelöst und Uckerath wurde amtsfreie Gemeinde und blieb es bis zum 1. August 1969. Die Gemeinde Uckerath wurde zusammen mit den Gemeinden Hennef (Sieg) und Lauthausen zu der neuen amtsfreien Gemeinde „Hennef (Sieg)“ zusammengeschlossen.

## Gliederung
Neben dem Hauptort Uckerath bestand die Bürgermeisterei 1910 aus den Ortschaften:
Adscheid, Ahrenbach, Altglück, Beiert, Bierth, Broich, Buchholz, Burghof, Busch, Bülgenauel, Büllesbach, Büllesfeld, Dahlhausen, Darscheid, Daubenschlade, Depensiefen, Derenbach, Doppelsgarten, Eichholz, Eulenberg, Fernegierscheid, Hahnenhardt, Halmshanf, Hammer, Hanf, Hanfmühle, Heckelsberg, Heide, Hermesmühle, Hollenbusch, Hove, Hüchel, Hundseich, Hülscheid, Issertshof, Kau, Knippgierscheid, Kölschbusch, Kraheck, Kuchenbach, Künzenhohn, Lescheid, Lichtenberg, Löbach, Lückert, Meisenbach, Meisenhanf, Mittelscheid, Niederscheid, Oberscheid, Ravenstein, Röttgen, Rütsch, Schächer, Scheuren, Scheußmühle, Schleheck, Sommershof, Stotterheck, Süchterscheid, Theishohn, Überholz, Wasserheß, Wellesberg, Wiersberg, Zumhof

## Einwohner
1828 hatte Uckerath 3009 Einwohner, davon 3000 Katholiken, acht Juden und einen Bürger evangelischen Glaubens.
1861 waren es 3702 Einwohner.
1910 waren 3.182, 1925 3.267 Einwohner gemeldet, 1933 3.292 und 1939 waren 3.252 Personen registriert.

## Verwaltung

### Verwaltungsaufbau
Neben dem Bürgermeister hatte die Bürgermeisterei 1910 zwei Beigeordnete, beschäftigte einen Bürgermeistersekretär sowie einen Gemeindeempfänger und verfügte über zwei Polizeibeamte: einen Polizeisergeant und einen berittenen Gendarmerie-Wachtmeister. Für die fünf Schulen in Uckerath, Eichholz, Hanfmühle, Lichtenberg und Süchterscheid standen sechs Lehrer zur Verfügung.

### Bürgermeister
Die Bürgermeister bzw. Amtsbürgermeister (ab 1927) waren:
1808–1825 Heinrich Wißborn
1825–1833 Wilhelm Schumacher
1833–1835 Georg Breiderhoff
1835–1837 Peter Georg Halm
1838–1868 Carl Halm
1868–1887 Johann Arnold Pütz
1887–1897 Josef Komp
1898–1907 Josef Seul
1907–1919 Franz Wamhoff
1919–1933 Wilhelm Geilenkirchen
1933–1936 Friedrich Seywald
1936–1945 Richard Höfler
1945–1946 Pantaleon Schmitz (letzter hauptamtlicher Bürgermeister)
1946      Peter Kleuver
1946–1948 Karl Ellingen
1948–1952 Wilhelm Püttmann
1952–1955 Karl Emans
1955–1958 Johann Jungblut
1958–1964 Theodor Bellinghausen
1964–1967 Johann Jungblut
1967–1969 Theodor Bellinghausen